# Mount Langway
Mount Langway ist ein 760 m hoher Berg nahe der Ruppert-Küste des westantarktischen Marie-Byrd-Lands. Er ragt 4 km südwestlich des Mount LeMasurier in den Ickes Mountains auf.
Erste Luftaufnahmen fertigten Teilnehmer der United States Antarctic Service Expedition (1939–1941) an. Das Advisory Committee on Antarctic Names benannte ihn 1970 nach Chester Charles Langway Jr. (1929–2025), Glaziologe des United States Antarctic Research Program auf der Byrd-Station von 1968 bis 1969.